# Leliceni
Leliceni (en hongrois: Csíkszentlélek) est une commune roumaine du județ de Harghita, dans la région historique de Transylvanie. Elle est composée des quatre villages suivants:
- Fitod (Fitód)
- Hosasău (Hosszúaszó)
- Leliceni, siège de la commune
- Misentea (Csíkmindszent)

## Localisation
Leliceni est située dans la partie sud-est du comté de Harghita, à l'est de la Transylvanie dans le Pays Sicule (région ethno-culturel et linguistique), dans la ținutul Ciucului, à 5 km de la ville de Miercurea Ciuc.

## Monuments et lieux touristiques
- L'Église catholique du village de Leliceni (construite au XVe siècle), monument historique[3]
- L'Église catholique du village de Misentea (construite au XVe siècle), monument historique
- Site archéologique Kőhegy du village de Leliceni
- Site archéologique Bánátus du village de Leliceni
- Site archéologique Tilalmas tető du village de Leliceni
- Réserve naturelle “Mlaștina Borsároș - Sâncrăieni” (aire protégée avec une superficie de 1 ha)

## Relations internationales
La commune de Leliceni est jumelée avec:
- Pusztaederics (Hongrie)
- Fülöpjakab (Hongrie)
- Mindszent (Hongrie)